# Anton Sosnin
Anton Vasil'evič Sosnin (in russo Антон Васильевич Соснин?; Leningrado, 27 gennaio 1990) è un ex calciatore russo, di ruolo centrocampista.

## Carriera

### Club
Ha giocato nella prima divisione russa.

### Nazionale
Ha giocato nella nazionale russa Under-21.

## Palmarès

### Club

#### Competizioni nazionali
- Pervenstvo Futbol'noj Nacional'noj Ligi: 1

Dinamo Mosca: 2016-2017